# Akihiro Endo
Akihiro Endo (Japans: 遠藤 彰弘, Endō Akihiro) (Kagoshima, 18 september 1975) is een voormalig Japans voetballer.

## Clubcarrière
Endo speelde tussen 1994 en 2007 voor Yokohama F. Marinos en Vissel Kobe.

## Olympische Spelen
Endo vertegenwoordigde zijn vaderland eveneens op de Olympische Spelen 1996 in Atlanta. Ondanks een overwinning op Brazilië (1-0) werd de Japanse olympische selectie onder leiding van bondscoach Akira Nishino al in de groepsronde uitgeschakeld.